# Caseous lymphadenitis
Caseous lymphadenitis (CL), pseudotuberculose of bultenziekte is een chronische ziekte bij schapen en geiten, die veroorzaakt wordt door de bacterie Corynebacterium pseudotuberculosis.
In de Verenigde Staten is CL de meest voorkomende ziekte in geitenkoppels. In 1984 is de eerste geit met CL waargenomen in Nederland. De bacterie is waarschijnlijk met geïmporteerde geiten in Nederland terechtgekomen. In de schapenhouderij leidde dit niet tot problemen.

## Verschijnselen
De ziekteverschijnselen van CL bestaan uit ontstekingen aan lymfeklieren. Meestal zijn het de lymfeklieren aan de kop, maar soms ook de lymfeklieren van de borst en hals. De abcessen kunnen een doorsnee hebben van 0,5 cm tot 10 cm. Opengebroken abcessen bevatten veel besmettelijk materiaal en zijn gevaarlijk voor de verspreiding van de bacterie. CL is een zoönose, dit betekent dat ook de mens met deze bacterie kan worden besmet. De incubatietijd bedraagt twee tot zes maanden.
Behandeling van zieke dieren is niet aan te raden, omdat het alleen het risico van de verspreiding verhoogt. De bacterie kan zeker 18 weken overleven in een vochtige, donkere ruimte, maar gaat binnen een week dood bij direct zonlicht. 

## Bestrijding
Door middel van bloedonderzoek kan vastgesteld worden of een dier besmet is. Hierbij wordt een geit ook onderzocht of het besmet is met caprine arthritis encephalitis (CAE). De positief reagerende dieren worden afgevoerd. Na een half jaar wordt dit herhaald. Als na twee bloedonderzoeken geen besmette dieren op een bedrijf aanwezig zijn, krijgt het bedrijf een verklaring voor de certificaatwaardigheid (onverdacht status) voor één jaar. Na een jaar vindt er weer een bloedonderzoek plaats. Zijn de uitslagen weer negatief dan krijgt het bedrijf een certificaatwaardige status en vervolgens wordt het bedrijf minimaal elke twee jaar onderzocht op CL en CAE om certificaatwaardig te blijven.
Het doel van de certificering is dat op termijn de gehele Nederlandse geitenstapel vrij zal zijn van CAE en CL. In 2005 kwam CL vrijwel niet meer voor in Nederland.